# Ejby Kommune
Ejby Kommune i Fyns Amt blev dannet ved kommunalreformen i 1970. Ved strukturreformen i 2007 blev den indlemmet i Middelfart Kommune sammen med Nørre Aaby Kommune.

## Tidligere kommuner
Inden selve kommunalreformen blev Ejby Kommune dannet ved frivillig sammenlægning af 3 sognekommuner:
| Kommune      | Folketal september 1965 | Byer |
| ------------ | ----------------------- | ---- |
| Balslev-Ejby | 1.938                   | Ejby |
| Husby        | 600                     |      |
| Tanderup     | 555                     |      |
| I alt        | 3.093                   |      |

Hertil kom at Føns-Ørslev sognekommune med 793 indbyggere blev delt, så Ørslev Sogn kom til Ejby Kommune og Føns Sogn kom til Nørre Aaby Kommune.
Ved selve kommunalreformen blev Ejby Kommune udvidet med yderligere 4 sognekommuner:
| Kommune           | Folketal 1. januar 1970 | Byer                 |
| ----------------- | ----------------------- | -------------------- |
| Ejby              | 3.263                   |                      |
| Brenderup         | 2.149                   | Brenderup            |
| Fjelsted-Harndrup | 1.935                   | Fjelsted og Harndrup |
| Indslev           | 541                     |                      |
| Gelsted           | 2.467                   | Gelsted              |
| I alt             | 10.355                  |                      |

## Sogne
Ejby Kommune bestod af følgende sogne, alle fra Vends Herred undtagen Tanderup, der hørte til Båg Herred:
- Balslev Sogn
- Brenderup Sogn
- Ejby Sogn
- Fjelsted Sogn
- Gelsted Sogn
- Harndrup Sogn
- Husby Sogn
- Indslev Sogn
- Tanderup Sogn
- Ørslev Sogn

## Borgmestre[3]
| Periode   | Navn                 | Parti             |
| --------- | -------------------- | ----------------- |
| 1970-1974 | Alfred Nørrelund     | Venstre           |
| 1974-1978 | Carl Olsen           | Radikale Venstre  |
| 1978-1979 | Svend Christophersen | Radikale Venstre  |
| 1979-1985 | Karl-Aage Nielsen    | Venstre           |
| 1986-1993 | Ove Andersen         | Socialdemokratiet |
| 1994-2006 | Claus Hansen         | Venstre           |

## Rådhus
Ejby sognekommunes kommunekontor fra 1950'erne lå på Jernbanevej midt i byen. Et nyt rådhus blev opført til storkommunen på Anlægsvej 4, og det fik en tilbygning i 1991. Efter strukturreformen blev det et administrationscenter i Middelfart Kommune, men i august 2017 forlod de sidste kommunale ansatte huset. Det meste af rådhuset blev revet ned for at give plads til opførelse af 42 rækkehuse, men den nyeste del bliver bevaret som fælleshus for boligafdelingen.